# مارفن كاروثرز
مارفن كاروثرز (بالإنجليزية: Marvin H. Caruthers) (ولد في 11 شباط / فبراير 1940) هو أستاذ أميركي متميز في الكيمياء الحيوية في جامعة كولورادو بولدر.
حصل على درجة البكالوريوس في الكيمياء من جامعة ولاية آيوا في عام 1962 ثم على درجة الدكتوراه في الكيمياء الحيوية عام 1968 من جامعة نورث وسترن مع (روبرت ليتسنجر). وقد أجرى أبحاث ما بعد الدكتوراه في معهد ماساتشوستس للتكنولوجيا مع هار غوبند خورانا. أصبح أستاذاً مساعداً في عام 1973 وفي عام 1980 أستاذ الكيمياء الحيوية في جامعة كولورادو بولدر.

## الأبحاث
كانت أبحاثه على الأحماض النووية. وطور هو ومجموعته طرق تخليق الحمض النووي. وباستخدام هذه التقنية كانت المجموعة قادرة على دمج نظائر النوكليوتيدات من أجل فهم أعمق لكيمياء الأحماض النووية. بالإضافة إلى الحمض النووي، طور طرق تخليق الحمض النووي الريبي وأيضا على نظائر الحمض النووي وتطبيقات الجزيئات الناتجة. وكان من مؤسسي شركة أمجن وشركة (أبلايد بايوسستمز) بالاشتراك مع ليروي هود.

## التقدير والاعتراف
- انتخب عضوا في الأكاديمية الوطنية للعلوم في عام 1994.[11]
- زميل الأكاديمية الأمريكية للفنون والعلوم في عام 1994.[12]
- وسام أليوت كريسون في عام 1995.
- حصل على قلادة العلوم الوطنية في عام 2006.
- جائزة (NAS) في علوم الكيمياء في خدمة المجتمع في عام 2005.
- جائزة (NAS) في علوم الكيمياء في عام 2014.
- زمالة غوغنهايم في عام 1980/81.[13]

## وصلات خارجية
- الأكاديمية الصفحة الرئيسية